# Macerały

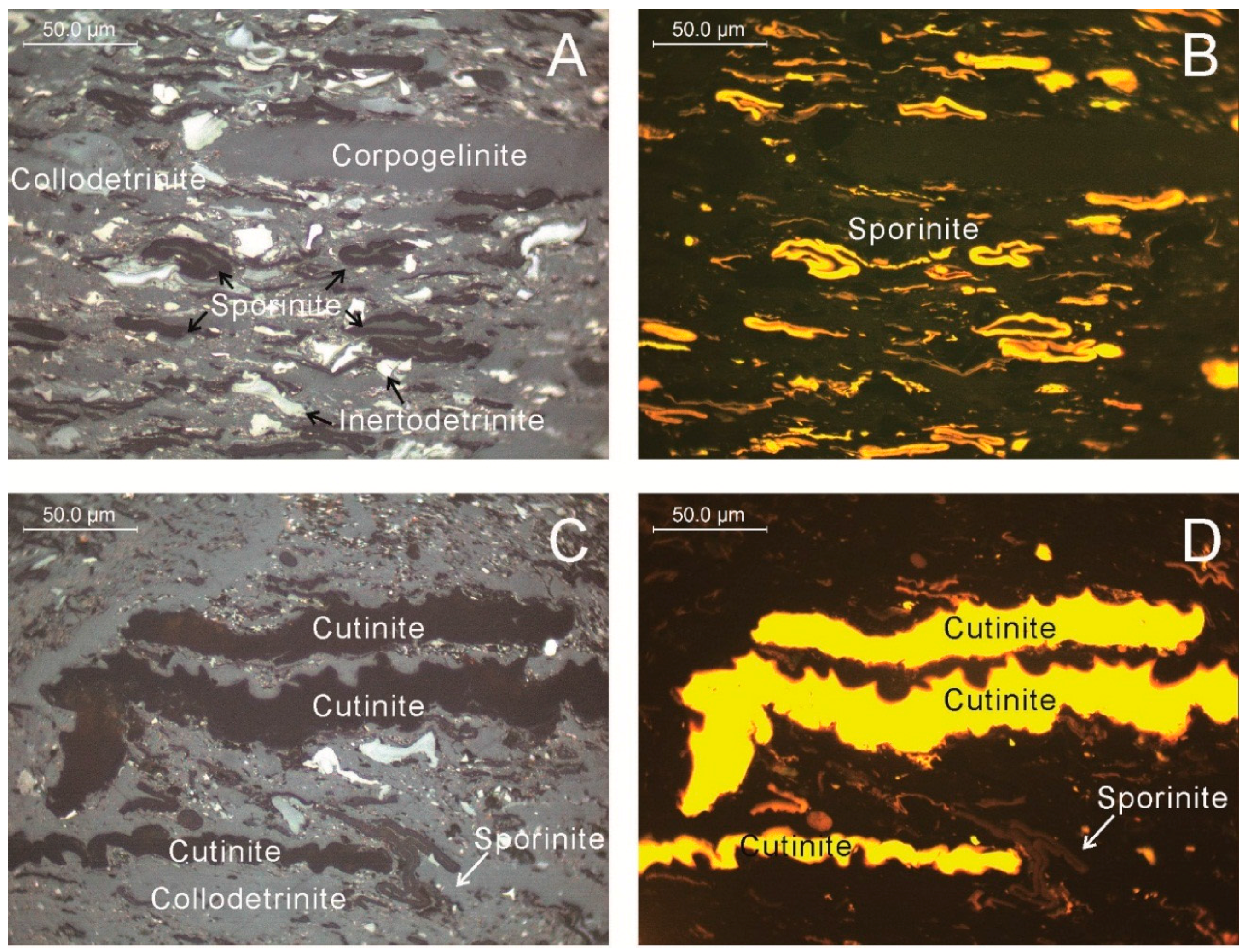
Fluorescencja macerałów w węglu

Macerał – podstawowy wyróżnialny mikroskopowo składnik węgla, analogiczny do minerału w skałach nieorganicznych, lecz niemający formy krystalicznej i stałego składu chemicznego.

## Podział macerałów
Ze względu na pochodzenie:
1. macerały pochodzące z tkanki drzewnej i korkowej – witrynit, fuzynit, semifuzynit
2. macerały z materiału roślinnego, innego niż tkanka drzewna – egzynit, rezynit, sklerotynit
3. macerały z niezidentyfikowanych tkanek roślinnych – mikrynit

### Macerały węgla brunatnego
(według PN-79/G-04529)
| Grupa macerałów | Podgrupa macerałów | Macerał        |
| huminit         | humotelinit        | tekstynit      |
| huminit         | humotelinit        | ulminit        |
| huminit         | humodetrynit       | atrynit        |
| huminit         | humodetrynit       | densynit       |
| huminit         | humokolinit        | żelinit        |
| huminit         | humokolinit        | korpohuminit   |
| liptynit        | .                  | sporynit       |
| liptynit        | .                  | kutynit        |
| liptynit        | .                  | rezynit        |
| liptynit        | .                  | suberynit      |
| liptynit        | .                  | alginit        |
| liptynit        | .                  | liptodetrynit  |
| liptynit        | .                  | chlorofylinit  |
| liptynit        | .                  | bituminit      |
| inertynit       | .                  | fuzynit        |
| inertynit       | .                  | semifuzynit    |
| inertynit       | .                  | makrynit       |
| inertynit       | .                  | sklerotynit    |
| inertynit       | .                  | inertodetrynit |

### Macerały węgla kamiennego
(według ICCP)
| Grupa macerałów | Macerał i jego symbol | Submacerał            | Odmiana macerału       |
| witrynit        | telinit               | kolotelinit           | kordaitotelinit        |
| witrynit        | telinit               | kolotelinit           | fungotelinit           |
| witrynit        | telinit               | kolotelinit           | ksylotelinit           |
| witrynit        | telinit               | kolotelinit           | sigillariotelinit      |
| witrynit        | kolinit               | telokolinit           | .                      |
| witrynit        | kolinit               | żelokolinit           | .                      |
| witrynit        | kolinit               | desmokolinit          | .                      |
| witrynit        | kolinit               | korpokolinit          | .                      |
| witrynit        | detrowitrynit         | .                     | .                      |
| liptynit        | sporynit              | .                     | makrosporynit          |
| liptynit        | sporynit              | .                     | mikrosporynit          |
| liptynit        | kutynit               | .                     | tenuikutynit           |
| liptynit        | kutynit               | .                     | krassikutynit          |
| liptynit        | rezynit               | .                     | rezynit terpenowy      |
| liptynit        | rezynit               | .                     | rezynit lipidowy       |
| liptynit        | rezynit               | .                     | rezynit wtórny         |
| liptynit        | alginit               | .                     | pila-alginit           |
| liptynit        | alginit               | .                     | reinschia-alginit      |
| liptynit        | suberynit             | .                     | .                      |
| liptynit        | bituminit             | .                     | .                      |
| liptynit        | liptodetrynit         | .                     | .                      |
| inertynit       | fuzynit               | pirofuzynit           | .                      |
| inertynit       | fuzynit               | degardofuzynit        | .                      |
| inertynit       | fuzynit               | fuzynit metamorficzny | .                      |
| inertynit       | fuzynit               | fuzynit pierwotny     | .                      |
| inertynit       | semifuzynit           | .                     | .                      |
| inertynit       | makrynit              | .                     | .                      |
| inertynit       | sklerotynit           | fungosklerotynit      | plektenchyminit        |
| inertynit       | sklerotynit           | fungosklerotynit      | korposklerotynit       |
| inertynit       | sklerotynit           | fungosklerotynit      | pseudokorposklerotynit |
| inertynit       | inertodetrynit        | .                     | .                      |
| inertynit       | mikrynit              | .                     | .                      |

## Przegląd macerałów
- alginit
- detrowitrynit
- duryt
- grupa inertynitu
- inertodetrynit
- kolodetrynit
- kolotelit
- liptynit
- grupa liptynitu
- makrynit
- mikrynit
- mikrolitotypy
- telinit i spółka
- telinit, rezynit
- witrodetrynit
- witrodetrynit
- grupa witrynitu
- witryt
- witryt